# Iwanowa Słoboda
Iwanowa Słoboda (biał. Іванава Слабада, Iwanawa Słabada; ros. Иванова Слобода, Iwanowa Słoboda) – wieś na Białorusi, w obwodzie homelskim, w rejonie lelczyckim, w sielsowiecie Tonież.

## Warunki naturalne
Iwanowa Słoboda położona wśród dużego kompleksu leśno-bagiennego. W pobliżu leżą Prypecki Park Narodowy oraz Rezerwat Wodno-Bagienny Stary Żadzien.

## Historia
W XIX i w początkach XX w. położona była w Rosji, w guberni mińskiej, w powiecie mozyrskim, w gminie Tonież. Opisywana była wówczas jako leżąca w najdzikszej całkiem bezludnej miejscowości.
Po I wojnie światowej pod administracją polską, w Zarządzie Cywilnym Ziem Wschodnich, w okręgu brzeskim, w powiecie mozyrskim, w gminie Tonież.
W wyniku postanowień traktatu ryskiego znalazła się w granicach Związku Sowieckiego. W okresie międzywojennym położona była w pobliżu granicy z Polską. Od 1991 w niepodległej Białorusi.

## Kultura
Iwanowa Słoboda znana jest z bogatych tradycji muzycznych. Dla ich zachowania od 1987 działa tu ludowy zespół amatorski „Żurawinka”, w 2002 odznaczony tytułem zasłużony amatorski zespół Republiki Białorusi.